# Gabriel Luna
Gabriel Isaac Luna (sinh ngày 5 tháng 12 năm 1982) là nam diễn viên người Mỹ gốc México. Anh được biết đến với các vai như Robbie Reyes/Ghost Rider trong loạt phim điện ảnh siêu anh hùng Agents of S.H.I.E.L.D., Tony Bravo trong sê-ri phim truyền hình Matador hay Terminator Rev-9 trong Kẻ hủy diệt: Vận mệnh đen tối. Anh cũng từng tham gia các phim điện ảnh khác như: Bernie (2011), Balls Out (2014), Freeained (2015), Gravy (2015), và Transpecos (2016), The Last Of Us (2023).

## Thời thơ ấu
Gabriel Isaac Luna sinh ra tại Austin, Texas. Mẹ anh là Deborah Ann (nhũ danh: Perez), cha anh là Gabriel Lopez Luna (1962–1982). Cha anh mất năm 1982, khi mới 20 tuổi, ba tháng trước khi anh ra đời.

## Đời tư
Luna kết hôn với nữ diễn viên Smaranda Luna (nhũ danh: Ciceu) người România ngày 20/2/2011. Cả hai hiện sống tại Los Angeles, California.